# جوجل ستريت فيو
جوجل ستريت فيو (بالإنجليزية: Google Street View)‏ أو عرض شوارع جوجل هي خاصية في خرائط جوجل وجوجل إيرث تقدم صوراً بانورامية لمستوي الشارع يمكن رؤيتها من جميع الإتجهات وتسمح للمستخدمين برؤية أجزاء من مدن مختارة والتجمعات الحضرية المحيطة بهم. في بداية إطلاق هذه الخاصية في 25 مايو، 2007 كان هناك خمس مدن فقط بهم هذه الخاصية، وقد تم زيادة عدد المدن إلى ما يزيد عن 40 مدينة أمريكية متضمنة ضواحي العديد من هذه المدن وفي بعض الحالات مدن مجاورة.

البلدان غطية بشكل كامل
تغطية جزئية للبلدان
بلدان مقرر ان تغطى رسميا بشكل كامل او جزئي
بلدان مقرر تغطيته بشكل غير رسمي
تغطية مناطق ومتاحف فقط

جوجل ستريت فيو تعرض الصور التي تم التقاطها مسبقاً عن طريق كاميرا مثبته على مركبة متحركة، ويمكن تصفح هذه الصور باستخدام مفاتيح الأسهم على لوحة المفاتيح أو باستخدام الفأرة للضغط على الأسهم المعروضة على الشاشة، وبهذا يمكن عرض الصور بأحجام مختلفة من أي إتجاه ومن زوايا مختلفة. هناك خطوط يتم عرضها مع صورة الشارع والتي توضح الإتجاه المُتبع في هذا الشارع.